# Hubert Curien
Hubert Curien (Cornimont, 1924. október 30. – Loury, 2005. február 6.) francia fizikus, egyetemi tanár, a francia és az európai űrkutatás kiemelkedő alakja. Laurent Fabius felkérésére a francia kormány tagja (1984-1986).

## Életpálya
A középiskola elvégzését követően, a második világháború idején csatlakozott a francia ellenállási mozgalomhoz. A háborút követően Párizsban fizikát tanult az École Normale Supérieureben. Az egyetemen Yves Rocard fizikus irányításával krisztallográfiai kutatás keretében elkészítették a gallium kristályszerkezetét.
1969-től főigazgatója a Centre National de la Recherche Scientifique (CNRS), a Nemzeti Tudományos Kutatóközpontnak. 1976-tól a francia űrprogram, a National Centre for Space Studies (CNES) elnöke. Elnökségének idején élte fénykorát az Ariane program, elnökként közreműködött az Arianespace létrejöttén, az első francia űrhajós Jean-Loup Chrétien programjában. Részt vett a francia erőforrás-kutató műholdsorozat, a Spot program kialakításában. Egyik alapítója és elnöke (1979-1984) az Európai Tudományos Alapnak. A Francia Nemzeti Űrkutatási Központ vezetője (1976-1984). 
1985-ben a párizsi nyilatkozattal megalapították az Eureka hálózatot, a páneurópai kutatásokat és fejlesztéseket koordináló kormányközi szervezetet. Az alapítás fő közreműködői François Mitterrand francia elnök, Helmut Kohl német kancellár, Hubert Curien, és Jacques Attali, Mitterrand tanácsadója. Második elnöke (1994–1997) az 1988-ban alapított Academia Europaea egyesületnek. Elnöke (1998-2000) a francia kormány által létrehozott Fondation de France alapítványnak. Az ESA első elnöke (1981-1984). Az ESA jelentős francia hátterű tudományos programja Giotto űrszonda, vagy a HD asztrometria kutatási program. A CERN Tanácsának elnökeként (1994-1996) jelentős szerepet vállalt az ESA és az Orosz Szövetségi Űrügynökség együttműködésének kialakításában.

## Szakmai sikerek
- Tulajdonosa a Francia Köztársaság Becsületrendje, a Francia Köztársaság Nemzeti Érdemrendje, a Médaille militaire, a katonai bátorság kitüntetésnek,
- 1994-től a francia Természettudományi Akadémia tagja.
- Szakmai és tudományos munkásságának elismerésére az Európai Űrügynökség, a NASA, valamint a Nemzetközi Űrkutatási Tudományos Tanács (COSPAR) közös határozata alapján a Huygens űrszonda, a Titán holdon lévő leszállóhelyét 2007. március 14-től Hubert Curien Memorial Stationra keresztelték.